# Valentin Huot
Valentin Huot (Creyssensac-et-Pissot, Aquitania; 1 de mayo de 1929-Manzac-sur-Vern, Aquitania; 21 de noviembre de 2017) fue un ciclista francés. Profesional de 1953 a 1962, consiguió el Campeonato de Francia en Ruta en 1957 y en 1958, y ganó el Gran Premio de Midi Libre en 1960.

## Palmarés
| 1954 - París-Limoges 1955 - Polymultipliée - Tour de Corrèze 1956 - Gran Premio de Plouay - Circuit de l'Aulne | 1957 - Campeonato de Francia en Ruta 1958 - Campeonato de Francia en Ruta 1960 - Gran Premio de Midi Libre, más 1 etapa |

## Resultados en las grandes vueltas
| Carrera         | 1953 | 1954 | 1955 | 1956 | 1957 | 1958 | 1959 | 1960 | 1961 | 1962 |
| --------------- | ---- | ---- | ---- | ---- | ---- | ---- | ---- | ---- | ---- | ---- |
| Giro de Italia  | -    | -    | -    | -    | -    | -    | -    | -    | -    | -    |
| Tour de Francia | -    | Ab.  | Ab.  | 61.º | Ab.  | -    | 48.º | -    | 39.º | -    |
| Vuelta a España | -    | -    | -    | -    | -    | -    | -    | -    | -    | -    |
| Mundial en Ruta | -    | -    | -    | -    | -    | -    | -    | -    | -    | -    |

-: no participa
Ab.: abandono